# Blackbox Life Recorder 21f
Blackbox Life Recorder 21f — трек британского электронного музыканта в стиле электронной музыки и продюсера Aphex Twin. Он был впервые выпущен как лид-сингл в поддержку мини-альбома Blackbox Life Recorder 21f, первой новой музыки под псевдонимом Aphex Twin за пять лет после Collapse EP 2018 года. 
В мини-альбоме также присутствует альтернативный вариант «Parallax mix» в качестве финального трека.

## Предыстория
Трек был впервые анонсирован через SoundCloud в день релиза, а затем официально выпущен на стриминговых сервисах, после чего быстро удалён. Несмотря на это, он приобрёл популярность на основных платформах цифровой дистрибуции; загрузка на YouTube была также оперативно удалена.Примерно в то же время стриминговый сервис Deezer опубликовал подробности об EP, в который войдет трек, который также был удален; EP и трек были официально анонсированы через Bandcamp

## Восприятие
Издание Pitchfork охарактеризовало трек как один из самых спокойных синтезаторных работ, созданных Aphex Twin за последнее время, отметив использование аналоговых драм-машин, «сухих» снейров и римшотов, а также повторяющиеся брейкбиты с краш-символами и мягкие, задумчивые синтезаторные линии, завершающиеся мрачной эмбиентной атмосферой. В целом композицию сравнили с «T69 Collapse» из EP Collapse.
Издание BrooklynVegan отметило, что трек содержит многие характерные «глитчевые» приёмы музыки Richard D. James, но при этом почти попсовый, с заразительным и танцевальным ритмом, который не сбивает слушателя с толку.

## Музыкальное видео
Официальное музыкальное видео к треку было выпущено 31 июля 2023 года на YouTube, снято визуальным артистом Weirdcore. В конце видео имеется посвящение памяти покойных родителей James, Дерека и Лорны.

## Чарты
| Чарт                                       | Высшая позиция |
| ------------------------------------------ | -------------- |
| Великобритания (UK Singles Chart)          | 79             |
| Великобритания (UK Dance Chart)            | 30             |
| Великобритания (UK Indie Chart)            | 32             |
| США (Billboard Hot Dance/Electronic Songs) | 25             |